# 陳籙

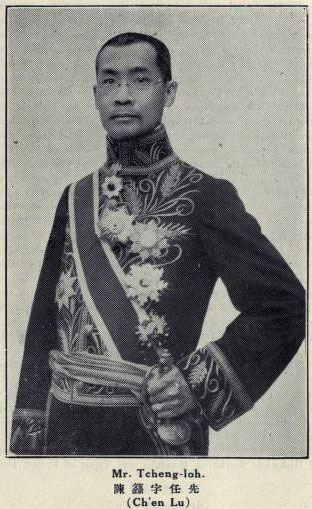

陳籙（1877年5月5日—1939年2月19日），原名登籙，字任先、詠仙，號止室，福建福州府侯官縣人，清末、中華民国政治人物、外交官。曾參加中華民國維新政府，任外交部长。

## 生平

### 家世背景
生於清光緒三年三月二十二日（1877年5月5日），祖籍浙江金華府東陽縣。陳氏家族於元英宗至治三年（1323年）由浙入閩，世居福州府城內。從明朝中期起，陳氏家族漸顯，文試武功皆有人才。其中文試進士與舉人包括：正統十二年（1447年）丁卯科舉人十三世祖陳暄（字汝璋，號循齋，1426-1497），嘉靖三十四年（1555年）乙卯科舉人十二世祖陳元祜（字克承，又字周侯，號石山，1495-1573），崇禎七年（1634年）甲戌科進士九世祖陳燕翼，乾隆五十七年（1792年）壬子科舉人曾祖陳宸書（一名大捷，字章徽，號楓階，1765-1834），道光二十七年（1847年）丁未科進士叔祖陳濬，咸豐二年（1852年）壬子科舉人叔祖陳泗（原名霖泗，號魯泉，1819-1863，陳宸書第四子），咸豐九年（1859年）己未科進士從叔祖陳祖襄（原名濋慶，字國鈞，號湘庭，1814-1881；其外孫湖南寧鄉成律（又名應鐘，字辛六，1901-1927）為東南大學學生，北伐時期烈士），及咸豐十一年（1861年）辛酉科舉人伯父陳祖詒（榜名棫慶，字國芃，號樸軒，陳濬次子）等；軍功方面有：澎湖水師協副將從曾叔祖陳夢熊，嘉慶十四年（1809年）己巳恩科武進士從叔祖陳殿鰲（原名霖豐，字華沛，1781-1834，陳夢熊長子），及澎湖水師協副將從叔陳國銓等。
陳籙祖父陳溶（原名霖禧，字華凝，號鏡潭，1801-1854）為陳宸書次子，侯官庠生，以弟陳濬官贈資政大夫，以孫陳籙官贈通奉大夫。本生父陳梧慶（一名祖嶧，字國唐，號桐卿，1846-1909）為陳溶次子，國學生，喜吟詠旅行，於里中陳衍等結社多忘年交，有《茗香山館吟草全集》五卷（手抄本）及《時事彙錄》四卷（手抄本）等文集。因陳梧慶長兄陳㶌慶（字國治，1823-1847）未娶早逝，陳籙過繼給伯父為嗣子。母親李氏（1848-1883）為長樂李兼三胞妹，陳梧慶元配。陳籙七歲喪母，而父親外出務事，他與兩姊由祖母林氏（1808-1892）養育。

### 早年經歷
陳籙4歲發蒙，由舉人伯父陳祖詒為啟蒙師，後隨鄰塾劉先生。10歲遷居福州城中文儒坊，寄住叔祖陳泗長子陳國棟（原名溥慶，號博如，官至江寧布政使司倉大使，1847-1888）家，隨陳國棟長子陳登穀（一名步堪，號西農）讀書。11歲時隨本坊甘戟甫塾師（文儒坊甘國寶曾孫）學習。甘戟甫見其聰穎，特別厚愛，將女兒甘珪輝（1877-1951）許配給他。
1891年（光緒17年），15歲的陳籙從陳國棟女婿葉季錃（字聘侯，為清末海軍將領葉祖珪（字桐侯）與葉伯鋆（字鶴舫）弟。葉伯鋆為葉可樑父）處得知報考福建船政學堂之消息，遂與表弟林萱壽（字埜庵，林則徐長房曾孫，陳濬外孫）及從弟陳登澥（號湖士，陳祖詒長子）等報名考試。陳籙初未錄取，而兩個弟弟皆獲錄取。後陳登澥母因子年幼放棄入學，陳籙遂設法補其名額，以“陳靜瀾”之名進入船政前學堂学習法文。1893年（癸巳）學堂甄別考試，其成績合格，但因教習怒其不羈而被開除。
1894年（光緒20年），陳籙赴鄂投靠湖北鐵政局（1890年張之洞創立的負責籌辦漢陽鐵廠等現代工業的官辦機構）工作的族兄陳煊（原名登銘，號筱波，又作筱坡），在其推薦下進入該局附設的礦化学堂學習英文。1897年（光緒23年）學堂裁撤，他投靠武昌任知縣職的族兄陳桂（原名登鏞，號矩庭），並於1898年轉考武昌自強学堂獲取。原申請就讀英文班（辜鴻銘及鄭毓英等為英文教習），後被派歸就讀新設置的法文班（許壽仁等為法文教習），先後受知於程頌萬、連捷及梁鼎芬等先生。1901年（光緒27年）畢業，留任自強學堂法文班教習。在此期間，他獲得湖北洋務譯書局任職的遠侄陳鈺（字友恭，號星五，陳煊長子，1874-1906）的照顧。
1903年（光緒29年），陳籙獲梁鼎芬等先生支持，以自强學堂領班身份帶學生赴歐留學。曾在德國、法國學習，後進入巴黎法學院（Faculty of Law of Paris）學習法律。留歐期間，陳籙曾調充出洋五大臣隨員。1907年（光緒33年）他獲得法學士。同年第二次海牙和平會議期間，由中方（大清國）代表陸徵祥與錢恂舉薦擔任保和會參贊。同年冬歸國匯報海牙保和會事宜，並立即獲法部尚書戴鴻慈之邀擔任各種法務及外交方面工作，包括擔任憲政編查舘編纂、京師大學堂法文民政教授等職。1908年（光緒34年）秋，參加游學畢業生考試，獲法政科進士。1909年（宣統元年）授翰林院編修，此後在清朝郵傳部、外務部等部門任職。在法務工作方面，他參與起草大清民律草案繼承編，並翻譯《法蘭西民法正文》等外國法律文典，為晚清立憲運動做出貢獻。

### 外交職歷

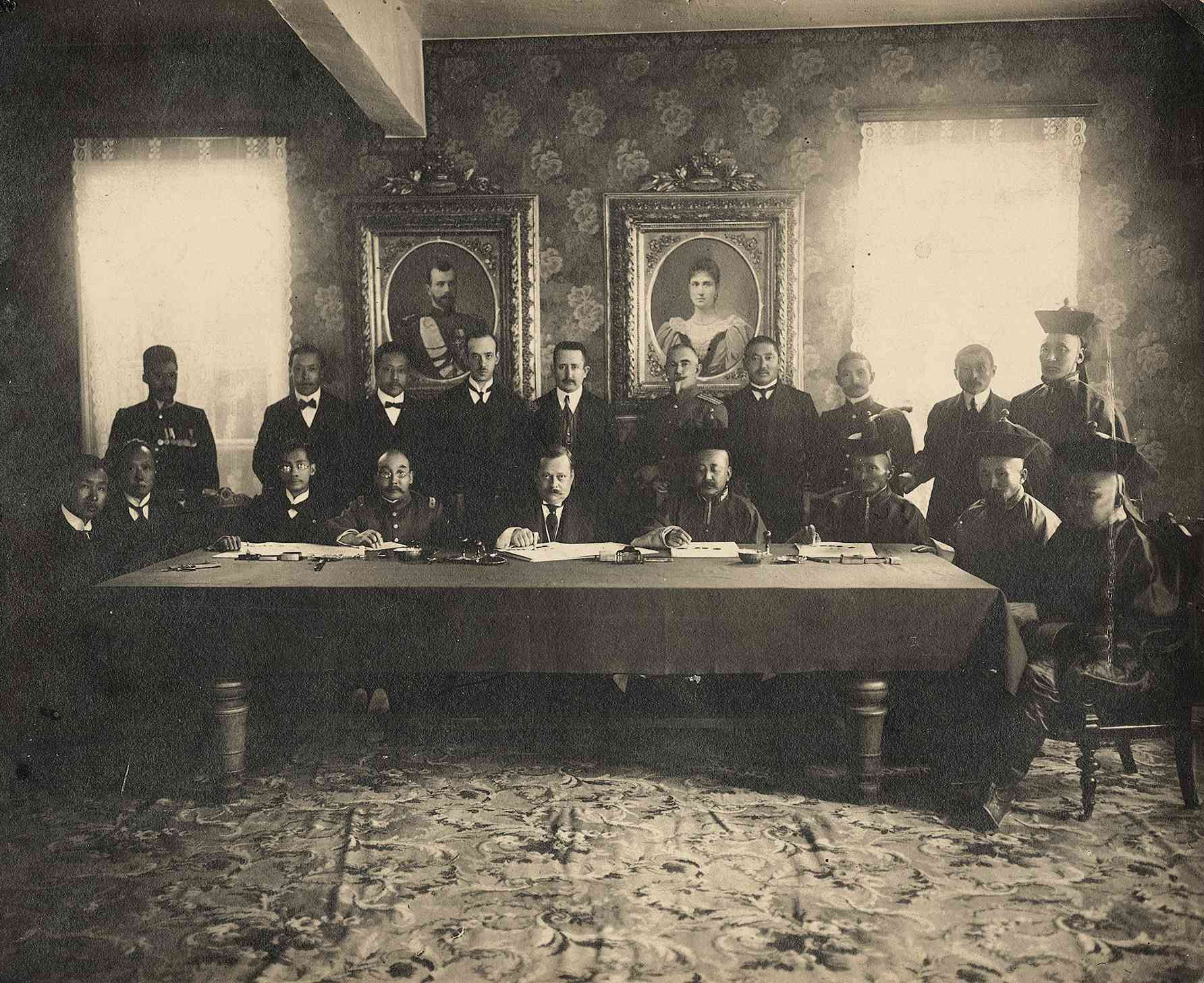
中俄蒙协约签订现场

1912年（民國元年）4月，陳籙任北京政府外務部政務司司長。1913年（民國2年）12月，他被任命為首任中華民國駐墨西哥全權公使。正在準備開館事務之際，因外蒙事起，陳籙和畢桂芳於1914年1月被任命會議外蒙事件全權專使赴外蒙古庫倫解決博克多汗國獨立事件，因而赴墨事宜推延，由他人取代。在前往恰克圖談判外蒙問題前，陳籙曾以駐墨西哥公使身份於1914年6月被派往澳門勘查界務問題。
1914年9月8日，中俄蒙恰克圖會議正式開啟，歷經48次會議，直至1915年6月7日正式簽訂恰克圖條約。1915年6月，他任都護使駐庫倫辦事大員。1916年7月他任冊封專使，在第八世哲布尊丹巴呼圖克圖冊封大典上代表中央政府賜活佛金冊、金印，並促成哲布尊丹巴派人前往北京拜見總統。他還與外蒙古官府達成中央政府在唐努烏梁海設立佐理專員的協議。在蒙期間，曾親見闕特勤碑等歷史碑記，並將碑文記錄在《止室筆記》書中（見1916年8月日記）。1917年（民國6年）4月，他因病辭職返國。
1918年（民國7年）3月，陳籙任督辦參戰事務處外事處處長。5月任外交部次長。同年末，外交總長陸徵祥出席巴黎和會，他代理外交總長。在巴黎和會期間，陳籙直接與陸徵祥通電聯繫，並周旋於北京政府各部與駐華公使間，作用重大。陳籙是巴黎的中國代表團與北京政府之間的紐帶，除了聯繫雙方，亦須即時傳達指令和提出相關意見等，以便為代表團提供國內即時消息以及政府當下立場和決策。
1920年（民國9年）2月，他離任次長職，並於9月被任命為駐法國全權公使。1920年12月15日，陳籙與何長工、李大章等最後一批由“華法教育會”組織的中國留法勤工儉學學生一道搭乘法國“智利號”(Chili)郵輪從上海出發前往法國。1921年1月抵達巴黎上任後不久，陳籙即遭遇並處理留法勤工儉學學潮。1922年-1925年間，陳籙折衝交涉中法之間與庚子賠款及中法實業銀行倒閉等因素相關的“金佛朗案”。1923年8月，他兼任國際聯盟中國代表。1924年，他成為第八届巴黎夏季奧運會藝術類競賽裁判。陳籙於1927年11月8日獲特派為國際聯盟行政院代表。
1928年（民國17年）7月，他結束公使職務歸國。以後他在上海當律師。1934年（民國23年），任國民政府外交顧問。1936年（民國25年）任外交部條約委員會副會長。

### 參加維新政府
1938年（民國27年），陳籙參加南京的中華民国維新政府，任外交部部長。1939年2月19日正月初一，從南京回滬過年的陳籙，晚上7點左右在其上海公共租界愚園路寓所中，正與拜訪友人，前駐丹麥公使羅忠詒聊天時，被闖入的國民政府軍事委員會調查統計局（軍統）工作員（一說是劉戈青）射殺。凶手留言自稱「中國青年鐵血軍」。李國傑稍後於年初三被殺。其身後墓誌銘由從弟陳登澥請瞿兌之撰文，費師洪書丹，黃葆戊篆蓋。

## 家族
陳籙與夫人甘珪輝於1901年冬完婚，婚後育有四子五女。長子陳友京（1908-1909）幼殤。次子陳友濤（字忠涉，1910-？）畢業於巴黎政治大學。曾任河北省主席于學忠外事秘書，及天津電車電燈公司董事等職。1935年11月，陳友濤在天津國民飯店迎娶張學良將軍次妹張懷英（張懷英前夫為達爾罕親王那木濟勒色楞長子包曉峰）。陳友濤曾隨父親參加維新政府，擔任偽外交部情報司長，父親遇刺身亡後辭職，退出偽政府。抗戰勝利後陳友濤在香港過世。幼子陳友倫幼殤。
長女陳煖瓊（Thena，又名陳等男、陳尊男，1903-1957）在法國留學，曾替代母親以中華女子參政會（劉王立明時任會長）成員身份代表中國出席1926年法國巴黎舉行的國際女子參政會。1924年夏在巴黎嫁於汪榮寶長子汪延熙。夫婦育有二子二女：長子汪堯齡在1949年隨姨父母遷台；次子汪堯昌隔代過繼給汪東為嗣孫；二女汪瑞、汪琦。
次女陳寶瓊（Louise，1911-？）嫁光緒二年（1876年）丙子科進士、杭州府知府林啟之孫、外交官林桐實之子林君立（君立母親為魏瀚之女）；三女陳潤瓊（Anna，1920-2013），1942年上海聖約翰大學英文文學士，1952年嫁於唐納；四女陳熙瓊（英文名或為Henriette），1948年上海聖約翰大學英文文學士，或為黑貓中隊陳懷生上校之八姑母；五女陳培瓊（英文名或為Victoria），與四姊陳熙瓊同獲1948年上海聖約翰大學英文文學士，並與三姊陳潤瓊一起整理出版了父親遺集《止室（任先）先生年譜•詩存》。
陳籙有同父異母弟三人，為陳梧慶庶夫人劉氏出。二弟陳籛（原名登鑑，號彭僊），北京閩學堂肄業，充意大利使署主事，墨西哥使署隨員，鎮南浦領事，秘魯公使館隨員等外交職務。三弟早逝。四弟陳䇵（原名登沂，號補樓），北京閩學堂生，充庫倫都護使公署主事。其他隨行塞外親屬包括：表弟林萱籌任庫倫公署秘書；從弟陳登澥隨行恰克圖會議，後任駐庫倫公署秘書等；內弟甘沂駐庫倫公署秘書，後在外交部與國民政府司法部任職；從侄陳廷熙（字友芳，號袖海，陳煊三子）任駐科布多公署監獄官及駐庫倫公署秘書等職；從侄陳錡（字漢宇，號繼生，陳桂嗣子）為庫倫公署監獄官及秘書長等。
有姊妹六人，長姊十六歲未嫁早逝；次姊適侯官縣學監生翁希齊（字仙曾），為庫倫公署主事，駐科布多公署醫官。四妹陳琪玉（1901-1965）嫁給李國源（字仰尼，1896-1974），即李鴻章六弟李昭慶（又名章昭，字子明，又字眉叔，號幼荃，1835-1873）孫三子李經敘（1867-1909）次子。李國源首婚娶段祺瑞與元配夫人吳氏（吳光新胞姐）之長女段式萱（1892-1919）。段夫人過世後繼娶陳淇玉。兩人共有六子三女（其中長子李家曜長女李家明為段氏所生），包括兒子李家昶、李家昌、李家景、李家暉及李家晨，女兒李家晉和李家星等。因李國源與前岳家依舊保持來往，後來陳李二人其中一子李家暉過繼給段家三小姐段式巽（段祺瑞與繼妻張佩蘅之女）。段式巽之夫為袁世凱侄孫袁家鼐，於是將李家暉改名為袁緝輝。上海大學有李家後人捐贈的“國源廳”以示紀念。

## 著作
部分陳籙著述：
- 陳籙 譯《法蘭西民法正文》三卷
- 陳籙 譯《法國歷代司法院之組織》一卷[50]
- 法文文牘程式
- 止室筆記（含二種：《恰克圖議約日記》一卷及《奉使庫倫日記》三卷。原版由商務印書館1917年出版，後由文海出版社-近代中國史料叢刊第十七輯1968年再次出版）
- 蒙古逸史（黃成垿口述，陳籙筆譯。另收錄於《蒙事隨筆》）
- Ki-Yun：Le Lama Rouge et Autres Contes： 陳籙與法國作家及翻譯家Lucie Paul-Margueritte（1886-1955）合譯,M.C.Hauchecorne插圖，1923年巴黎L'Abeille d'Or出版,法語選譯60則紀昀著作《閱微草堂筆記》，1000本限量出版
- 止室（任先）先生年譜•詩存 (文海出版社 1995）

### 來源
- 徐友春 主編 (编). . 河北人民出版社. 2007. ISBN 978-7-202-03014-1.
- 劉寿林 (编). . 中華書局. 1995. ISBN 7-101-01320-1.
- 陳勇健.《陳籙與民國外交》.私立東海大學歷史系研究所碩士論文，2017.（參考文獻的資訊和引用，大多源自這本碩士論文，m某無恥的編輯者竟刻意忽略，將他人之研究成果占位己有，全然不當回事。）

| 前任：陸徵祥 | 外交總長（代理）1918年12月 - 1919年1月 | 繼任：陸徵祥 |

| 前任：（創設） | 外交部長1938年5月 - 1939年2月 | 繼任：廉隅 |